# All-trans-オクタプレニル二リン酸シンターゼ
all-trans-オクタプレニル二リン酸シンターゼ(all-trans-octaprenyl-diphosphate synthase)はユビキノンの合成に関わるプレニル基転移酵素の1つで、次の化学反応を触媒する酵素である。
(2E,6E)-ファルネシル二リン酸 + 5 イソペンテニル二リン酸 {\displaystyle \rightleftharpoons } 5 二リン酸 + all-trans-オクタプレニル二リン酸
組織名は(2E,6E)-farnesyl-diphosphate:isopentenyl-diphosphate farnesyltranstransferase (adding 5 isopentenyl units)である。

## 分布
大腸菌やマラリア原虫で見出されている。